# Rivière Isidore Ouest
Pour les articles homonymes, voir Isidore.
La rivière Isidore Ouest est un affluent de la rivière Isidore, coulant sur la rive Nord-Ouest du fleuve Saint-Laurent, dans le territoire non organisé Lac-au-Brochet, dans la municipalité régionale de comté (MRC) de La Haute-Côte-Nord, dans la région administrative de la Côte-Nord, dans la Province de Québec, au Canada.
À cause d'une topographie montagneuse, la partie inférieure de la vallée de la rivière Isidore Ouest ne comporte pas de routes d'accès, néanmoins, la zone entre la rivière Isidore Est et la rivière Isidore Ouest comporte comporte plusieurs routes forestières secondaire, aménagées pour les besoins de la foresterie. À partir de la route 138, une route forestière remonte par la rive Sud la vallée de la rivière du Sault aux Cochons, en passant devant l'embouchure de la rivière Isidore, jusqu'à la décharge (venant du Nord) du lac Atisocagamac. De là, cette route forestière enjambe la rivière du Sault aux Cochons pour remonter vers le nord dans un segment plus ou moins en parallèle à cette dernière rivière et en passant du côté ouest du lac de tête de la rivière Isidore Ouest. Puis cette route forestière emprunte la vallée de la rivière aux Canards qu'elle remonte sur toute sa longueur et rejoindre le village de Labrieville, ainsi que les barrages de la rivière Betsiamites. À la hauteur du lac Saindon, une route secondaire se détache de cette route forestière et mène vers l'Est jusqu'au Petit lac Isidore. Une autre route forestière débutant à l'est du lac aux Perles mène au lac Beaudin lequel constitue un plan d'eau de tête de la rivière Isidore Ouest,.

## Géographie
Les principaux bassins versants voisins de la rivière Isidore Ouest sont :
- côté nord : rivière Isidore Est, lac Beaudin, petit lac Beaudin, réservoir Pipmuacan, rivière Desroches, rivière Betsiamites, rivière Leman ;
- côté est : rivière Isidore, rivière Isidore Est] ruisseau à Truchon, ruisseau de la Savane, lac Forrest, rivière Leman, rivière Nicette, rivière Ouelette ;
- côté sud : rivière Isidore, rivière du Sault aux Cochons, ruisseau aux Bouleaux, rivière Rocheuse, rivière Portneuf Est, ruisseau Alphabeth ;
- côté ouest : rivière du Sault aux Cochons, rivière la Loche, lac des Caribous[2].

La rivière Isidore Ouest prend sa source à l'embouchure d'un lac non identifié (altitude : 563 m), en zone forestière.
L'embouchure de ce lac de tête est située au sud-est d'une baie du réservoir Pipmuacan au Sud du centre du village de Labrieville à l'ouest de l'embouchure de la rivière Isidore Ouest (confluence avec la rivière Isidore et rivière Isidore Est) ;
au nord-ouest de la confluence de la rivière Isidore et la rivière du Sault aux Cochons au nord-ouest de la confluence de la rivière du Sault aux Cochons et du fleuve Saint-Laurent au sud-ouest de l'embouchure de la rivière Betsiamites.
À partir de l'embouchure du lac de tête la rivière Isidore Ouest coule généralement vers le sud-est en ligne droite dans une vallée encaissée en zones forestières sur environ 11 km selon les segments suivants :
- vers l'est, en traversant le Lac du Calumet (altitude : 426 m), jusqu'à la décharge (venant du Nord-Ouest) d'un ensemble de lacs dont le Lac du Corbeau et le lac Lobo ;
- vers l'est, jusqu'à la décharge (venant du Sud) des lacs Yolande et Marcel ;
- vers l'est, encastré entre les montagnes et en recueillant un ruisseau (venant du Nord), jusqu'à la confluence de la rivière[2].

L'embouchure de la rivière
Isidore Ouest conflue avec la rivière Isidore Est, ce point de confluence constitue la tête de la rivière
Isidore laquelle coule vers le sud jusqu'à se déverser  dans un coude de rivière sur la rive gauche de la rivière du Sault aux Cochons dans le territoire non organisé de Lac-au-Brochet. Cette confluence de la rivière Isidore Ouest située :
- au sud du centre du village de Labrieville ;
- au nord de l'embouchure de la rivière Isidore Ouest (confluence avec la rivière du Sault aux Cochons) ;
- au nord-ouest de la confluence de la rivière du Sault aux Cochons et du fleuve Saint-Laurent ;
- au sud-ouest de l'embouchure de la rivière Betsiamites[2].

## Toponymie
Le toponyme Rivière Isidore Ouest a été officialisé le 15 juillet 1970 à la Banque des noms de lieux de la Commission de toponymie du Québec.